# 法國禁蒙面事件

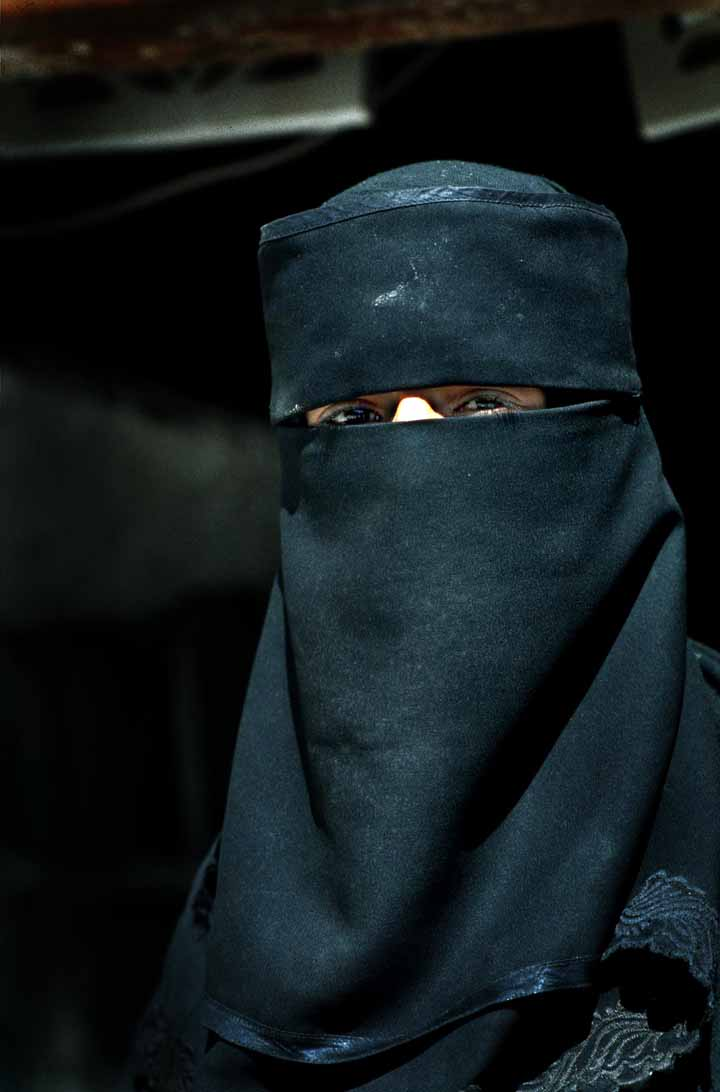
法國禁蒙面條款適用穿著，伊斯蘭罩袍

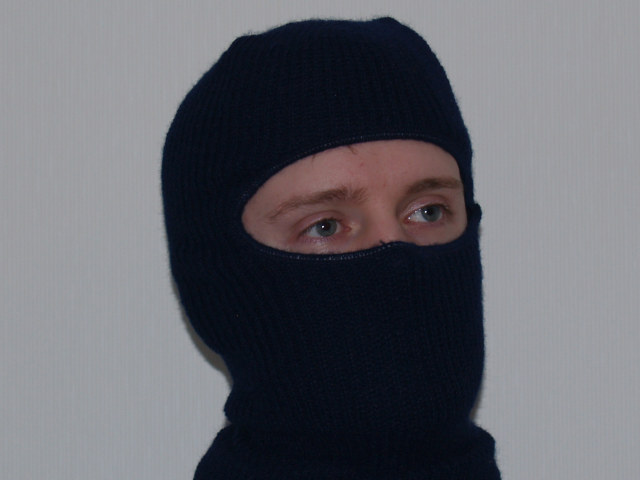
另一法國禁蒙面條款適用穿著，巴拉克拉法帽

法國禁蒙面事件（法語：Loi interdisant la dissimulation du visage dans l'espace public）是法國參議院於2010年9月14日通過「禁止任何人在公共場所蒙面」有關條款所衍伸的事件，相關爭議在於政府如何平等對待公民權利及宗教自由。

## 條款
「禁止任何人在公共場所蒙面」的有關條款的適用範圍包含：禁止在公共領域配戴面罩、頭盔、安全帽、巴拉克拉法帽、罩袍等將面部完全遮住之物品。其中伊斯蘭教徒身著的波卡根據法國國民議會率先於2010年7月13日通過禁著令。
支持制定該條例之論點為：便於公共場所辨別各人身分，達成公共安全保安之目的。雖然此論點是站在公共安全維護的角度構思，但很明顯的侵犯到人身自由。

## 實行
2011年4月11日，禁止蒙面的法例開始生效，明訂於街道、商店、博物館、車站以及公園禁止穿戴面紗以及面罩等任何可以將面部遮蔽之物。該法條適用於所有法國公民，包含男性、女性以及穆斯林與非穆斯林。摩托車騎士、從事有危險性之工作者穿戴頭部保護器具則不在法律規範之中。若違反該法條將回被處以150歐元之罰鍰或公民教育。對於強迫他人於公共場合穿戴蒙面器具者可以處三萬歐元以及一年有期徒刑，如果受害人不足18歲，處罰可加倍。
該法律容許穆斯林婦女可於私家車以及伊斯蘭教清真寺中穿戴傳統罩袍。法國警方則說，約有50萬穆斯林生活在法國境內，但穿著傳統面紗而將全身罩住者尚不及2,000人。對於在校園內的規範由另一法例：法國校園宗教特徵服裝安全法進行規範。
2014年7月1日，歐洲人權法院終審判決法國政府禁止蒙面的法例合法。